# Голямото плюскане
„Голямото плюскане“ (на френски: La Grande Bouffe; на италиански: La grande abbuffata) е италианско-френски трагикомичен филм от 1973 година на режисьора Марко Ферери по сценарий, написан от него в съавторство с Рафаел Аскона. Главните роли се изпълняват от Марчело Мастрояни, Уго Тоняци, Мишел Пиколи, Филип Ноаре.

## Сюжет
В основата на сюжета е разказът за група приятели, които се събират, за да умрат чрез преяждане.

## В ролите
| Изпълнител        | Роля    |
| ----------------- | ------- |
| Марчело Мастрояни | Марчело |
| Уго Тоняци        | Уго     |
| Мишел Пиколи      | Мишел   |
| Филип Ноаре       | Филип   |
| Андреа Фереол     | Андреа  |

## Награди и номинации
- Филмът получава наградата на ФИПРЕСИ на фестивала в Кан.